# 蒙特維多戰役 (1807年)
蒙特維多戰役（英語：The Battle of Montevideo）又被稱作蒙特維多圍攻（西班牙語：Sitio de Montevideo），是拿破崙戰爭期間大英帝國和西班牙帝國之間爆發的一場戰鬥。這場戰鬥是英國入侵拉布拉他河流域作戰的一部分，最終英軍成功攻佔城市蒙特維多。